# Allyn Condon
Allyn Condon, född 24 augusti 1974, är en brittisk före detta friidrottare som tävlade i kortdistanslöpning.
Condon tävlade främst på 200 meter och blev bronsmedaljör vid inomhus-EM 1998. Han var i final på 200 meter vid inomhus-VM 2001 där han slutade på femte plats. Han deltog i det brittiska stafettlaget på 4 x 100 meter tillsammans med Darren Campbell, Doug Walker och Julian Golding som vann guld vid EM 1998. Vid inomhus-VM 1999 ingick han i stafettlaget på 4 x 400 meter som blev bronsmedaljörer.

## Personliga rekord
- 200 meter - 20,63 från 1997 (inomhus 20,53 från 1998)
- 400 meter - 46,23 från 1999